# Parque eólico Canela I
El Parque Eólico Canela I es una agrupación de aerogeneradores, propiedad de Endesa, está ubicado en el kilómetro 298 a unos 30 kilómetros aproximadamente del cruce a Canela, en el sector de La Angostura. En octubre de 2006 se aprobó la Declaración de Impacto Ambiental (DIA) para la construcción del proyecto Canela I, constando de 6 aerogeneradores y una capacidad instalada de 9,9 MW. En febrero de 2007 se inician las obras civiles del proyecto, pero como se proyectó que el parque eólico podía generar aún más energía, en marzo de ese año se aprueba una segunda DIA para aumentar la potencia del parque eólico. Finalmente, el proyecto Canela I queda conformado de 11 aerogeneradores, tipo Vestas (V-82), con capacidad de generación de 1.65 MW cada uno y tiene una capacidad instalada total de 18,15 MW, generando anualmente 47.140 MWh.
En diciembre de 2007 instalaron los aerogeneradores eólicos procedentes de Dinamarca y cuya capacidad total es capaz de entregar energía eléctrica a 30.000 personas, lo que convirtió al parque eólico de Canela en el más grande del país. En la inauguración se contó con la presencia de la presidenta de la república Michelle Bachelet, del Alcalde de la comuna de Canela, Nathan Trigo y representantes de ENDESA Chile.
La creación de los Parques Eólicos ha significado para la Comuna de Canela un gran impacto en el ámbito económico, social y laboral. Canela está considerada hoy como una de las comunas con mayor prosperidad económica y laboral de la región, la comuna que al año 1994 se encontraba situada en el ranking de las 10 comunas más pobres de Chile, en la casilla número seis, al año 2009 tenía un desempleo de 0%, no existiendo familia en la comuna que no tuviese algún familiar o cercano trabajando en la construcción de las torres, este crecimiento también se ha hecho sentir en el ámbito de las arcas municipales, recaudando un alto número de impuestos provenientes de todo tipo de inversiones relacionadas con la construcción del Parque Eólico.
La calidad de vida de las personas de canela ha mejorado, existen sueldos más altos y salarios más estables, el problema que se presentará será, el ¿Qué pasará en los próximos meses o años cuando el auge de los Parques Eólicos termine? por ahora las personas del pueblo viven el día a día que le da la bonanza del viento, algo que les ayudado a reponerse después de tantos años de ausencias de agua producto de la sequía.

#### Hitos y récords del Parque eólico Canela I y II
El 12 de julio de 2010 el Parque eólico Canela logró su primer hito producción eléctrica, donde la operación de los 51 aerogeneradores alcanzó una producción de 1356,8 MWh, superando en un 8,6 % el registro anterior de 1249,3 MWh obtenida el 1 de enero de 2009, gracias a las favorables condiciones climáticas, fundamentalmente de los vientos, la temperatura, humedad y presión atmosférica presente en la zona. En junio de este año, el Parque eólico Canela, de 78,15 MW de potencia instalada obtuvo una producción de 52 471,4 MWh, lo que equivale a una reducción estimada de aproximadamente 33 503,4 toneladas de CO2. En 2009, Canela alcanzó una generación de 37 345 MWh, 20 % superior al año anterior y con una disponibilidad promedio de 97,3 %. Mientras que Canela II, desde su entrada al sistema a fines del año pasado y hasta el cierre del período, generó 20.533 MWh.
Posteriormente el 15 de octubre de 2010, produjo 1.398,7 MWh, superando el registro que consiguió el 1 de enero y 12 de julio de este año, oportunidad en la que generó 1.249,3 MWh y 1.356,8 MWh, respectivamente. La empresa a cargo de las instalaciones del parque también destacó que Canela se presenta como el parque más importante del Sistema Interconectado Central (SIC), el que abastece a más del 90 % de la población del país. Este parque, de 78,15 MW de capacidad instalada, exhibió una producción de 108.149 MWh, “lo que equivale a la reducción de emisión de cerca de 61.610 toneladas de CO2”. Para este año, alcanzó una generación de 37.345 MWh, 20 % superior al año anterior y con una disponibilidad promedio de 97,3 %. Mientras que Canela II, desde su entrada al sistema a fines del año pasado y hasta el cierre del período, generó 20.533 MWh. Durante el 12 de diciembre del mismo año logró nuevamente superar su producción con 1602,1 MWh.